# A Wall is a Screen

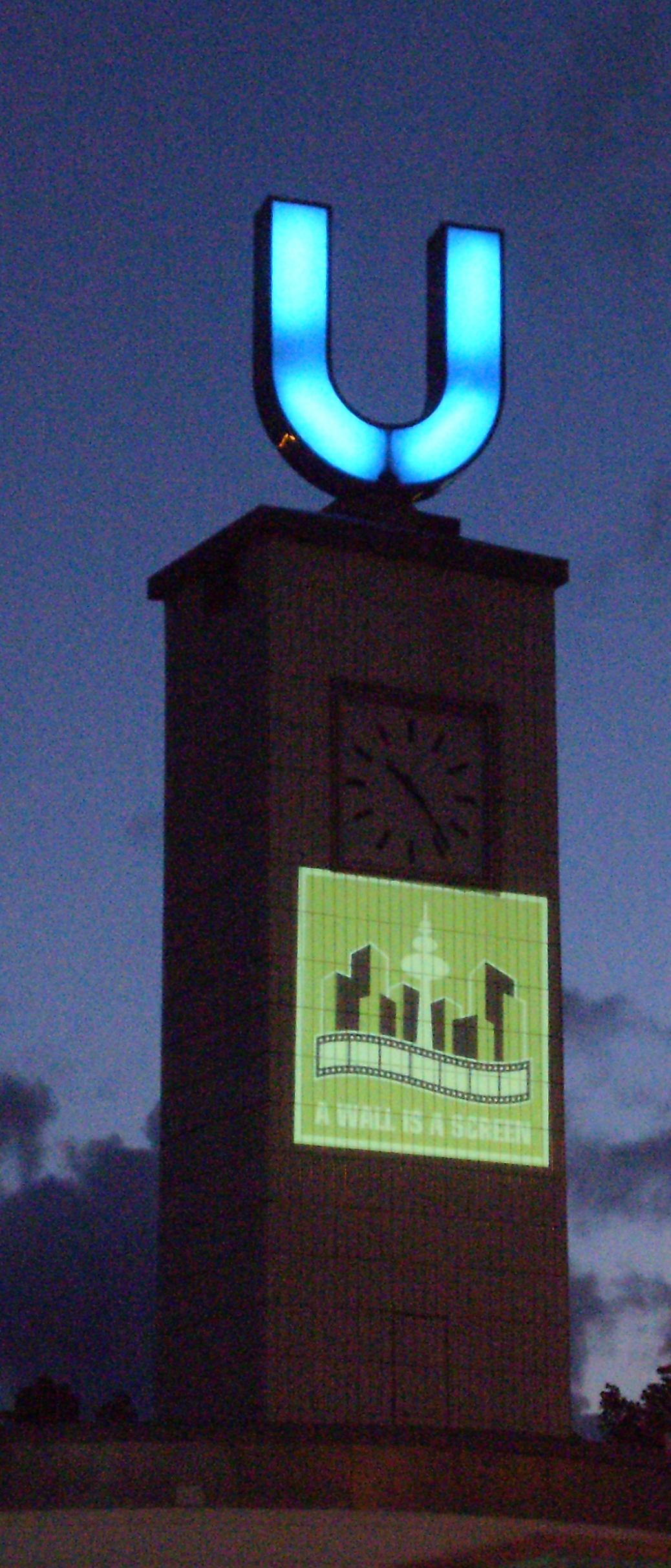
Projektion des Logos von A Wall is a Screen an die Uhr-Säule am U-Bahnhof Feldstraße

A Wall is a Screen ist ein Kunstprojekt, bei dem Kurzfilme an Flächen im öffentlichen Raum projiziert werden.

## Konzept
Das Projekt A Wall is a Screen führt nachts Kurzfilme im Zentrum von Großstädten vor, wobei helle Häuserwände und andere öffentliche Flächen als Bildwand dienen. Während einer Aufführung werden Filme mit einer maximalen Länge von je 12 Minuten an sechs bis sieben verschiedenen Orten der Stadt gezeigt. Nach jedem Film wird der Standort gewechselt. Die Mitarbeiter des Projekts bauen die technische Ausrüstung (Beamer, Generator, Lautsprecher) auf, spielen den Film ab und begeben sich dann zum nächsten Standort. Die Gruppe der Zuschauer folgt ihnen.
Jede Aufführung hat einen bestimmten Themenschwerpunkt. Darüber hinaus stehen die ausgewählten Filme oft in einem Zusammenhang zu dem jeweiligen Ort, an dem sie gezeigt werden. Vor der Veranstaltung werden Startpunkt und Thema des Abends veröffentlicht, nicht jedoch, um welche Filme es sich im Detail handelt. Die Auswahl der Standorte der Filmvorführung orientiert sich zum einen am Thema des Abends, zum anderen sollen die Zuschauer durch das Projekt ihre Stadt besser kennenlernen. Daher handelt es sich bevorzugt um wenig bekannte Orte abseits der Hauptstraßen. Es werden nicht nur Häuserwände zur Projektion genutzt, sondern auch andere öffentliche Flächen wie Litfaßsäulen, Garagentore und Plakatwände.
Eine Besonderheit des Projekts ergibt sich dadurch, dass Film und Umgebung miteinander in Beziehung treten. Die Beschaffenheit der Bildwand wirkt sich auf die Darstellung aus. Geräusche des Stadtlebens mischen sich in die Filmszenen. Unbeteiligte Personen stoßen auf das Projekt und reagieren auf unterschiedliche Weise.
Die Aufführungen sind kostenfrei, es ist keine Anmeldung nötig. Es können sich jederzeit Zuschauer der Vorführung anschließen oder sie wieder verlassen. Es handelt sich um legale, angemeldete Projekte, die meistens im Rahmen übergeordneter Veranstaltungen, wie zum Beispiel Filmfestivals, stattfinden.

## Geschichte
Die Gründungsmitglieder des Projekts, Antje Haubenreisser, Kerstin Budde und Peter Stein, lernten sich 2003 im Rahmen des Internationalen KurzFilmFestivals in Hamburg kennen, an dessen technischer Umsetzung sie mitarbeiteten. Dabei entstand die Idee, Kurzfilme unter freiem Himmel zu zeigen und auf diese Weise eine künstlerische und politische Botschaft zu vermitteln. Später kamen vier weitere Mitarbeiter mit ins Team.
Da das Projekt auf das Archiv der Kurzfilmagentur Hamburg zurückgreifen kann, stand von Anfang an ausreichend Filmmaterial zur Verfügung. Weitere Kurzfilme wurden durch Kontakte auf Filmfestivals, bei lokalen Filmemachern und im Internet ausfindig gemacht oder später dem zunehmend bekannter werdenden Projekt von den Künstlern selbstzugeschickt. Die Gruppe legt größten Wert darauf, dass sie für alle gezeigten Filme die Screening-Rechte besitzt.
Zuerst beschränkten sich die Aufführungen auf Hamburg (und die Teilnahme am dortigen KurzFilmFestival sollte immer eine Tradition des Projekts bleiben), weitete sich dann jedoch auf andere deutsche Städte wie Berlin, Osnabrück und Köln aus. 2006 fand eine Aufführung in Zürich statt, ab 2007 folgten zahlreiche weitere europäische Städte. 2009 nahm das Projekt am South by Southwest Festival in Austin, Texas teil, im Jahr darauf zeigte es Kurzfilme im indischen Hyderabad. Insgesamt war A Wall Is A Screen bereits in 23 Ländern zu sehen.
2010 fand eine spezielle Aufführung in Form einer Bootsfahrt durch den Hamburger Hafen statt, wobei die Filme auf Kaimauern und Schiffe projiziert wurden. Diese Veranstaltung (A Wall is a Screen Maritim) wich insofern vom Konzept ab, dass die Zuschauerzahl begrenzt war und Eintritt gezahlt werden musste. 2011 wurde ein zweites Mal eine Bootsfahrt mit neuer Streckenführung und neu zusammengestellten Filmprogramm durchgeführt. Die Bootstouren fanden im Rahmen des „Tags des offenen Denkmals“ statt und es wurde größtenteils historisches Filmmaterial gezeigt.
Im September 2010 fand die 100. Aufführung statt.

## Aufführungen (Auswahl)

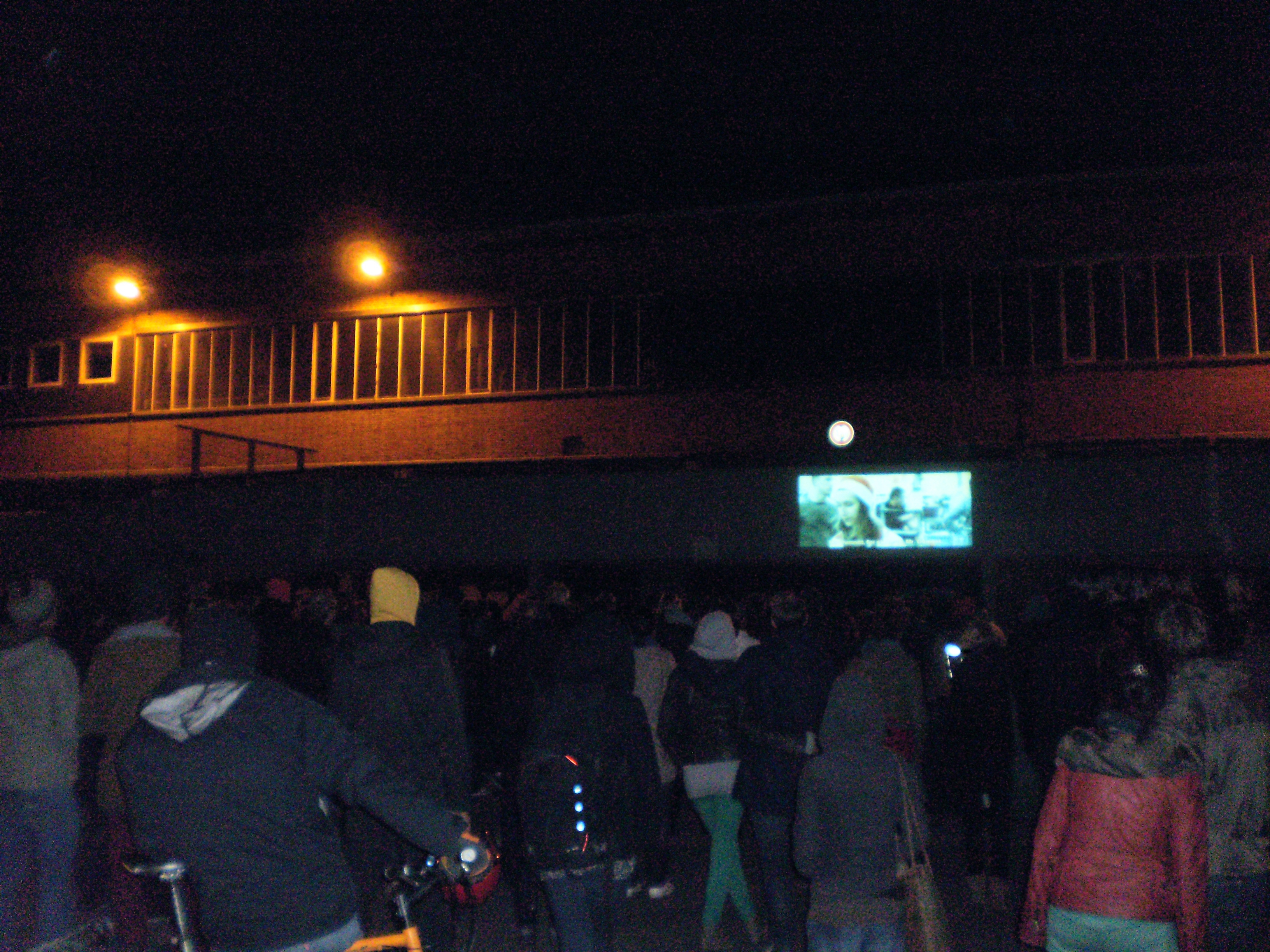
Vorführung in St. Pauli während des 28. Internationalen KurzFilmFestivals Hamburg

- 2003 Deutsches Schauspielhaus Hamburg im Rahmen der Veranstaltungsreihe »gocreateresistance« zum Thema „Öffentlicher Raum“
- 2003 19. Internationales Kurzfilm-Festival Hamburg
- 2004 Fortbildungsseminar des Goethe-Instituts während der Berlinale „Angebote und Ideen zur Arbeit mit Kurzfilmen“
- 2005 Attac-Sommerakademie, Goettingen
- 2005 Dok-Filmfest Leipzig
- 2005 Unabhängiges FilmFest Osnabrück
- 2006 Domplatte/römisch-germanisches Museum, Köln
- 2006 Aufführung in Zürich, Schweiz, a wall is a screen: screen down asylgesetz
- 2006 Aufführung während des Kunstherbst Berlin, Kurfürstendamm
- 2007 Aufführung in Ústí n.L., Tschechien
- 2007 Aufführungen im Rahmen des Programms „Instant Urbanism“, Basel
- 2007 Cork Filmfestival, Irland
- 2007 Urban Screens in Manchester
- 2007 LUX International Festival of Lights, Vilnius, Litauen/Lithuania
- 2008 Aufführung in Debrecen, Ungarn
- 2008 Biennale Bonn
- 2008 Dokufilmfest Prizren, Kosovo
- 2008 Aufführung in Chisinau, Moldawien
- 2008 Tag des offenen Denkmals in Hamburg
- 2008 „Nuit Blanche“, Brighton
- 2009 South by Southwest Festivals in Austin, Texas, USA
- 2009 Aufführungen in Ankara, Türkei
- 2009 Aufführung in Odessa, Ukraine
- 2009 ALCINE Festival, Alcalá de Henares und Madrid, Spanien
- 2009 Interfilm Kurzfilmfestival, Berlin
- 2010 Konferenz "Performing Tangiers" des International Centre for Performance Studies" in Tanger, Marokko
- 2010 Aufführung in Zürich, Schweiz, anlässlich des 30. Jubiläums der Roten Fabrik
- 2010 A Wall is a Screen Maritim, Bootstour durch den Hamburger Hafen im Rahmen des Tages des offenen Denkmals
- 2010 Aufführung in Zusammenarbeit mit dem Goethe-Zentrum Hyderabad in Hyderabad, Indien
- 2011 CPH PIX Festival, Kopenhagen, Dänemark
- 2011 Lange Nacht der Museen, Frankfurt am Main, in Zusammenarbeit mit dem Deutschen Filmmuseum
- 2012 Touren in Delhi, Mumbai und Chennai in Indien in Kooperation mit dem Goethe-Institut

## Resonanz
Nach Angaben des Veranstalters liegt die Teilnehmerzahl an den Filmvorführungen bei durchschnittlich 200. 2008 wurde ein Besucherrekord von 1000 Personen erreicht.
In deutschen Zeitungen wurde das Projekt häufig angekündigt oder thematisiert, beispielsweise in der TAZ.
Im Mai 2008 erschien auf Hamburg 1 im Kulturmagazin „Lampenfieber“ ein Beitrag über die Aufführung des Projekts beim Internationalen KurzFilmFestival Hamburg.
Auf 3sat fand das Projekt am 7. Februar 2009 in der Sendung vivo zum Thema Hat Kino Zukunft? Erwähnung.
Am 20. Februar 2009 sendete Arte in KurzSchluss – Das Magazin einen Beitrag über A Wall is a Screen.
Am 9. November 2009 begleitete ein Team der Sendung Kulturzeit (3Sat) eine Aufführung des Projekts in Berlin-Mitte.
Im gleichen Jahr wurde im ukrainischen Fernsehen über die Tour von A Wall is a Screen in Odessa berichtet.